# Таверна Триверно (Изернија)
Таверна Триверно је насеље у Италији у округу Изернија, региону Молизе.
Према процени из 2011. у насељу је живело 202 становника. Насеље се налази на надморској висини од 206 м.